# بیژن و منیژه
داستان بیژن و منیژه یک داستان‌ عاشقانه از شاهنامه، کتاب حماسی ایرانیان است. این داستان روایت عشق بیژن پسر گیو و منیژه دختر افراسیاب است.

## داستان
فردوسی می‌گوید: «شبی تیره و تار بود، گویی آسمان از قیر سیاه پوشیده بود و در آن تاریکی چنان بود که اهریمنان، از هر گوشه‌ای، روی سیاه خود را برای ترساندن بما می‌نمودند یا مارهای سیاه، دهان باز کرده تا بر ما بتازند. همان دم از جای برجستم و مرا زنی مهربان در خانه بود؛ گفتم: «ای ماه! روی خواب از چشمانم ربوده شده؛ شمعی بیافروز و بزم این شب را راه بینداز و چنگ بردار و می‌ در جام بلورین بریز». وی نیز می‌ با نارنج و سیب و بهی آورد و آن را در پیاله‌ای شاهانه ریخت. وی هرچه من خواستم کرد و آن شب تاریک را خوشتر از روز ساخت. لیکن من در اندیشهٔ آن نامهٔ خسروان بودم و دلم ناآرام بود. چون آن یار مهربان مرا دید که هوشم را به آن داستان بسته‌ام، از من پرسید: «از داستان بیژن چه میدانی؟ آیا شنیده‌ای که بر بیژن چه گرفتاری از سوی زن رسیده‌است؟» گفتمش: «اگر چیزی می‌دانی از نامه باستان، به من بگو». گفت: «اکنون حرف مرا گوش کن و داستان‌های دیگر را فراموش کن». آن یار مهربان، مرا گفت: «می‌در پیاله کن و بنوش تا من داستانی را که از دفتر باستان خوانده‌ام برایت بازگویم و آن داستانی است پر از فسون و مهربانی و نیز نیرنگ و جنگ». گفتم: «ای ماهروی! همین امشب همهٔ داستان را برایم بازگو که منیژه در کجا بود؟ و بیژن چه کرد و از تیمار درد چه بر سرش آمد؟» سپس آن ماهروی مرا گفت: «داستان را از دفتر پهلوی برایت می‌گویم و از تو می‌خواهم که آن را برایم به چکامه برگردانی و از تو سپاس‌گزار خواهم بود. اکنون ای یار نیکی‌شناس آن داستان را از من بشنو…»» 
| پس انگه‌ بگفت ار ز من بشنوی |  | به‌شعر آری از دفتر پهلوی   |
| همَت گویم و هم پذیرم سپاس   |  | کنون بشنو ای جفت نیکی‌شناس |
|                            |  |                           |

### شکایت مردم ارمان و اعزام بیژن به نبرد با گرازان
در دوران پادشاهی کیخسرو، شاهنشاه کیانی، گروهی از مردم سرزمین ارمان نزد شاه ایران آمده و تظلٌم نمودند که سرزمین‌شان که در مرز توران قرار دارد، مورد تاخت‌وتاز و هجوم گرازان قرار گرفته‌است. کیخسرو، دو پهلوان ایرانی را برای این موضوع در نظر می‌گیرد که یکی گرگین میلاد و دیگری بیژن است که باوجود جوانی و مخالفت‌های پدرش گیو، به این مأموریت اعزام می‌شود. گرگین میلاد که به خباثت و فرصت طلبی در شاهنامه شناخته شده، بیژن را به تنهایی به نبرد می‌فرستد. در آن روز، بیژن بر گرازان چیره می‌شود.

### آشنایی با منیژه و رفتن به کاخ
هنگام بازگشت، گرگین میلاد برای اینکه امتناع او نزد شاه فاش نشود، بیژن را به نزدیکی اردوی تفریحی دختران تورانی می‌برد. در این اردو، منیژه دختر افراسیاب که در شاهنامه زیبایی‌اش توصیف شده همراه ندیمه‌هایش در دامان طبیعت اردو زده بود. بیژن، محو زیبایی منیژه می‌شود و پشت درخت تناوری ایستاده و منیژه را تماشا می‌کند. منیژه از طریق ندیمه‌اش، متوجه حضور بیژن می‌شود و حاجبی را نزد او می‌فرستد، به این گمان که او، سیاوش است که دوباره زنده شده. بیژن، خود را پهلوانی ایرانی معرفی می‌کند و به سفارش منیژه، وارد چادر او می‌شود. پس از سه روز که در چادر او بود، منیژه تصمیم می‌گیرد او را مخفیانه به کاخ پدرش افراسیاب ببرد. بیژن قبول نمی‌کند و سعی می‌کند خود را نجات دهد و به ایران زمین بازگردد. منیژه، با کمک همراهانش، بیژن را با دارو خواب کرده و لای البسه پیچیده و به درون کاخ می‌برد.

### فاش شدن حضور بیژن و تنبیه شدنش
پس از چند روز حضور مخفیانه در کاخ، ماجرا فاش می‌شود. برادر افراسیاب (که در داستان‌های قبلی شاهنامه توطئه قتل سیاوش را کشیده بود) به نام گرسیوز وارد اتاق منیژه می‌شود و بیژن را بدون لباس رزم می‌یابد. بیژن درون چکمه‌اش خنجری داشت که با آن گرسیوز و سربازانش را تهدید می‌کند اگر قصد حمله داشته باشند، شماری از تورانیان را می‌کشد، ولی پیشنهاد می‌دهد حاضر است با شخص پادشاه افراسیاب دیدار کند و خودش طلب بخشش کند و در نهایت، با چرب‌زبانی گرسیوز، او را دست‌بسته پیش افراسیاب می‌برند. در حضور افراسیاب، بیژن می‌گوید که اگر به من لباس رزم دهید، با صد نفر از بهترین جنگجویان تورانی خواهم جنگید. افراسیاب از این حرف عصبانی می‌شود و دستور اعدام او را صادر می‌کند. هنگامی که می‌خواستند چوبه دار را برپا کنند، بزرگ‌ترین پهلوان تورانی به نام پیران ویسه به این دلیل که از خون‌خواهی ایرانیان جلوگیری کند، وساطت او را پیش افراسیاب می‌کند و از اعدام رهایی‌اش می‌دهد. بااین‌حال، بیژن را در چاهی عمیق انداخته و سنگی بر سر چاه می‌گذارد، به حدی که آب و هوا و غذایی اندک از آنجا رد شود. منیژه نیز با تحقیر از کاخ اخراج شده و آواره می‌گردد. منیژه که خود را باعث و بانی این حادثه می‌داند، شب‌ها را بر سر چاه مویه کرده و روزها به دنبال غذا برای بیژن می‌گردد.

### عزیمت رستم به سوی توران برای نجات بیژن
گرگین میلاد که به هدف خود رسیده‌بود، به ایران بازگشته و داستانی می‌سازد که بیژن کشته شده‌است. شاه خشمگین می‌شود و دستور می‌دهد او را به بند کنند. باوجود مقبولیت ادعای گرگین، گیو مرگ پسرش را باور نمی‌کند. در این هنگام کیخسرو با دیدن اندوه گیو، جام جهان‌نمای خود را پیش آورده و احوال کشور را در آن مشاهده می‌کند. به دنبال این، بالاخره کیخسرو در جام جهان‌نما بیژن را می‌بیند. گیو نامه‌ای از سوی شاه به زابلستان نزد رستم می‌فرستد. رستم همراه گروهی برای نجات بیژن رهسپار توران می‌شوند و پیش از آن، به درخواست گرگین میلاد، برای او نزد شاه پادرمیانی می‌کند تا وی آزاد گردد. رستم و گروهش، لباس تاجران و بازرگانان بر تن می‌کنند که کسی آن‌جا متوجه نیتشان نشود. پس از آن، به‌عنوان تاجر در توران غرفه می‌زنند.

### دیدار منیژه با رستم و آگاه شدن رستم از داستان بیژن
منیژه که سرگردان، با سر و پای برهنه، به‌دنبال غذا برای بیژن بود، به گروه رستم می‌رسد. از زبانشان می‌فهمد که ایرانی هستند و برایشان داستان را شرح می‌دهد و از گیو و رستم و کیخسرو می‌پرسد. رستم که مظنون شده، واقعیت را فاش نمی‌کند، اما به منیژه که ناامید در حال برگشتن بود، یک مرغ بریان می‌دهد و به او می‌گوید که آن را برای محبوبش ببرد. در همین حین، رستم انگشتر معروف خود را درون شکم مرغ می‌گذارد تا اگر واقعیت داشته‌باشد، بیژن منیژه را باز نزد او بفرستد. بیژن در حال خوردن مرغ، انگشتری را می‌یابد و منیژه را آگاه می‌کند. منیژه به نزد رستم می‌آید و گفتهٔ بیژن را برایش شرح می‌دهد که آیا تو صاحب رخش هستی؟ رستم که از حقیقت اطمینان یافته‌بود، به منیژه خاطرنشان می‌کند که نیمه‌شب بر سر چاه، آتش برافروزد و رستم به دنبال آتش، بدانجا می‌آید.

### آزاد شدن بیژن و حمله به کاخ افراسیاب
منیژه، شب‌هنگام هیزم جمع کرده و آتش بزرگی می‌افروزد. رستم به سر چاه می‌آید و سنگ بزرگ را کنار می‌زند و طنابی به درون چاه می‌فرستد. پیش از آن‌که بیژن از چاه خارج شود، رستم از او سوگند می‌خواهد که پس از آزادی، کاری با گرگین میلاد نداشته‌باشد. بیژن نمی‌پذیرد و عنوان می‌کند که قصد کشتنش را دارد. رستم نیز طناب را رها می‌کند و بیژن باز به چاه می‌افتد. بالاخره او می‌پذیرد که از گرگین بگذرد. رستم، منیژه را همراه چند تن، از محل دور می‌کند و با پهلوانان دیگر، از جمله بیژن، به کاخ افراسیاب می‌تازد و کاخ او را به آتش می‌کشد؛ سپس با غنائم، به‌سوی ایران بازمی‌گردد.

### بازگشت بیژن به ایران
بیژن در میان استقبال گستردهٔ ایرانیان، به میهن بازمی‌گردد و گرگین میلاد نیز بخشیده می‌شود. کیخسرو، بیژن و منیژه را همسر یکدیگر می‌گرداند و به بیژن سفارش می‌کند که هیچ‌گاه برای رخدادهای گذشته، منیژه را سرزنش نکند و نیز هدایای گران‌بهای بی‌شماری به دست بیژن برای منیژه می‌فرستد.